# Phytonzide
Phytonzide (auch Phytoncide) ist ein Sammelbegriff für eine Gruppe pflanzlicher Sekundärmetaboliten. Der Begriff wurde erstmals 1928 vom Leningrader Biologen Boris P. Tokin verwendet. Er schrieb, es handle sich um antibiotische Substanzen, die besonders dem Schutz vor Pathogenbefall dienen, und damit einen integralen Teil des pflanzeneigenen Schutzsystems darstellen.
Nachdem es sich bei Phytonziden um eine sehr heterogene Stoffgruppe handelt, ist es schwierig, über die grundlegende Charakterisierung hinausgehende Gemeinsamkeiten festzustellen. Ihnen allen gemein ist die wachstumshemmende, oder gar letale Wirkung auf Pathogene. Die häufigst anzutreffende molekulare Grundstruktur sind die Terpene. Die Molekülkonzentration in der Luft ist temperaturabhängig und bei ca. 30 °C maximal, was in Wäldern und Forsten eine natürlich höhere Konzentration in den Sommer-, verglichen mit den Wintermonaten zur Folge hat.